# Campeonato da Europa de Atletismo de 2016 - 400 m com barreiras feminino
A prova dos 400 metros com barreiras feminino do Campeonato da Europa de Atletismo de 2016 foi disputada entre os dias 8 e 10 de julho de 2016 no Estádio Olímpico de Amsterdã em Amesterdão,  nos Países Baixos. 

## Recordes
Antes desta competição, os recordes mundiais e do campeonato nesta prova eram os seguintes:
|                       | Nome              | Nacionalidade   | Tempo | Local     | Data                |
| --------------------- | ----------------- | --------------- | ----- | --------- | ------------------- |
| Recorde mundial       | Yuliya Pechonkina | Rússia          | 52s34 | Tula      | 8 de agosto de 2003 |
| Recorde do campeonato | Natalya Antyukh   | União Soviética | 53s32 | Barcelona | 30 de julho de 2010 |
| Recorde europeu       | Yuliya Pechonkina | Rússia          | 52s34 | Tula      | 8 de agosto de 2003 |

## Medalhistas
| Ouro                      | Prata                   | Bronze             |
| Sara Slott Petersen (DEN) | Joanna Linkiewicz (POL) | Lea Sprunger (SUI) |

## Cronograma
Todos os horários são locais (UTC+2).
| Data        | Hora  | Evento    |
| ----------- | ----- | --------- |
| 8 de julho  | 14:15 | Bateria   |
| 9 de julho  | 20:20 | Semifinal |
| 10 de julho | 17:05 | Final     |

## Resultados

### Bateria
Qualificação: 2 atletas de cada bateria (Q) mais os 6 melhores qualificados (q).
| Posição | Bateria | Raia | Atleta                       | Nacionalidade      | Tempo   | Notas                |
| ------- | ------- | ---- | ---------------------------- | ------------------ | ------- | -------------------- |
| 1       | 3       | 6    | Stina Troest                 | Dinamarca          | 56.32   | Q,                   |
| 2       | 4       | 7    | Emilia Ankiewicz             | Polónia            | 56.43   | Q,                   |
| 3       | 3       | 2    | Aurelie Chaboudez            | França             | 56.69   | Q                    |
| 4       | 2       | 6    | Bianca Baak                  | Países Baixos      | 56.88   | Q                    |
| 5       | 4       | 3    | Phara Anarchasis             | França             | 56.95   | Q                    |
| 6       | 1       | 4    | Amalie Hammild Iuel          | Noruega            | 56.98   | Q                    |
| 7       | 2       | 5    | Arna Stefanía Gudmundsdóttir | Islândia           | 57.14   | Q,                   |
| 8       | 1       | 2    | Līga Velvere                 | Letônia            | 57.38   | Q                    |
| 9       | 2       | 7    | Nenah de Coninck             | Bélgica            | 57.45   | q                    |
| 10      | 2       | 4    | Petra Fontanive              | Suíça              | 57.49   | q                    |
| 11      | 4       | 8    | Lucia Slaničková             | Eslováquia         | 57.55   | q                    |
| 12      | 3       | 4    | Hilla Uusimäki               | Finlândia          | 57.59   | q,                   |
| 13      | 4       | 6    | Christine McMahon            | Irlanda            | 57.73   | q                    |
| 14      | 1       | 3    | Vera Barbosa                 | Portugal           | 57.84   | q                    |
| 15      | 1       | 6    | Robine Schürmann             | Suíça              | 57.91   | Recorde da temporada |
| 16      | 3       | 3    | Tereza Vokálová              | Chéquia            | 57.97   |                      |
| 17      | 3       | 5    | Jackie Baumann               | Alemanha           | 58.17   |                      |
| 18      | 3       | 7    | Frida Persson                | Suécia             | 58.26   |                      |
| 19      | 1       | 7    | Maeva Contion                | França             | 58.31   |                      |
| 20      | 4       | 4    | Elif Yıldırım                | Turquia            | 58.40   |                      |
| 21      | 1       | 5    | Alena Hrusoci                | Croácia            | 58.98   |                      |
| 22      | 2       | 2    | Tina Matusińska              | Polónia            | 59.22   |                      |
| 23      | 2       | 3    | Anniina Laitinen             | Finlândia          | 1:01.56 |                      |
| 24      | 4       | 2    | Drita Islami                 | Macedônia do Norte | 1:02.36 |                      |
| 25      | 4       | 5    | Vania Stambolova             | Bulgária           | DSQ     |                      |

### Semifinal
Qualificação: 2 atletas de cada bateria (Q) mais os 2 melhores qualificados (q). 
| Posição | Bateria | Raia | Atleta                       | Nacionalidade | Tempo | Notas           |
| ------- | ------- | ---- | ---------------------------- | ------------- | ----- | --------------- |
| 1       | 2       | 5    | Sara Slott Petersen*         | Dinamarca     | 55.59 | Q               |
| 2       | 1       | 5    | Lea Sprunger*                | Suíça         | 55.72 | Q               |
| 3       | 3       | 5    | Joanna Linkiewicz*           | Polónia       | 55.74 | Q               |
| 4       | 2       | 8    | Amalie Hammild Iuel          | Noruega       | 55.79 | Q,              |
| 5       | 3       | 6    | Katsiaryna Belanovich*       | Bielorrússia  | 55.82 | Q               |
| 6       | 1       | 6    | Ayomide Folorunso*           | Itália        | 55.87 | Q               |
| 7       | 3       | 8    | Stina Troest                 | Dinamarca     | 56.03 | q,              |
| 8       | 1       | 7    | Emilia Ankiewicz             | Polónia       | 56.05 | q,              |
| 9       | 2       | 4    | Viktoriya Tkachuk*           | Ucrânia       | 56.17 |                 |
| 10      | 3       | 4    | Anna Titimets*               | Ucrânia       | 56.18 |                 |
| 11      | 2       | 7    | Bianca Baak                  | Países Baixos | 56.34 | Recorde pessoal |
| 12      | 2       | 3    | Marzia Caravelli*            | Itália        | 56.45 |                 |
| 13      | 2       | 6    | Axelle Dauwens*              | Bélgica       | 56.62 |                 |
| 14      | 1       | 4    | Olena Kolesnychenko*         | Ucrânia       | 56.84 |                 |
| 15      | 3       | 7    | Christine McMahon            | Irlanda       | 56.87 |                 |
| 16      | 3       | 3    | Phara Anacharsis             | França        | 57.05 |                 |
| 17      | 2       | 2    | Līga Velvere                 | Letônia       | 57.11 |                 |
| 18      | 2       | 1    | Arna Stefanía Gudmundsdóttir | Islândia      | 57.24 |                 |
| 19      | 3       | 1    | Petra Fontanive              | Suíça         | 57.42 |                 |
| 20      | 1       | 2    | Aurelie Chaboudez            | França        | 57.50 |                 |
| 21      | 1       | 8    | Nenah de Coninck             | Bélgica       | 57.63 |                 |
| 22      | 1       | 1    | Hilla Uusimäki               | Finlândia     | 57.76 |                 |
| 23      | 3       | 2    | Lucia Slaničková             | Eslováquia    | 57.86 |                 |
| 24      | 1       | 3    | Vera Barbosa                 | Portugal      | 57.92 |                 |

*Atletas que entraram direto nas  semifinais

### Final
| Posição           | Raia | Atleta                | Nacionalidade | Tempo | Notas                |
| ----------------- | ---- | --------------------- | ------------- | ----- | -------------------- |
| Medalha de ouro   | 3    | Sara Slott Petersen   | Dinamarca     | 55.12 | Recorde da temporada |
| Medalha de prata  | 5    | Joanna Linkiewicz     | Polónia       | 55.33 |                      |
| Medalha de bronze | 4    | Lea Sprunger          | Suíça         | 55.41 |                      |
| 4                 | 7    | Ayomide Folorunso     | Itália        | 55.50 | Recorde pessoal      |
| 5                 | 8    | Katsiaryna Belanovich | Bielorrússia  | 56.10 |                      |
| 6                 | 6    | Amalie Hammild Iuel   | Noruega       | 56.24 |                      |
| 7                 | 1    | Stina Troest          | Dinamarca     | 56.34 |                      |
| 8                 | 2    | Emilia Ankiewicz      | Polónia       | 57.31 |                      |

Legenda
| Recorde mundial       | Recorde mundial (World record)               |                       | Recorde africano                      | Recorde africano (African) |                                           | Q | Classificado por posição (Qualified) |
| Recorde do campeonato | Recorde do campeonato (Championship record)  | Recorde da América    | Recorde da América (Americas)         | q                          | Classificado por melhor tempo (Qualified) |   |                                      |
| Melhor marca do ano   | Melhor marca do ano (World leading)          | Recorde asiático      | Recorde asiático (Asian)              | DNS                        | Não largou (Did not start)                |   |                                      |
| Recorde nacional      | Recorde nacional (National record)           | Recorde europeu       | Recorde europeu (European)            | DNF                        | Não terminou (Did not finish)             |   |                                      |
| Recorde pessoal       | Recorde pessoal do atleta (Personal best)    | Recorde da Oceania    | Recorde da Oceania (Oceania)          | DSQ / DQ                   | Desclassificado (Disqualified)            |   |                                      |
| Recorde da temporada  | Recorde da temporada do atleta (Season best) | Recorde sul-americano | Recorde sul-americano (South America) | NM                         | Sem marca (No mark)                       |   |                                      |